# Filholornis
Filholornis — рід викопних птахів, що мешкав у еоцені в Європі. Скам'янілі рештки знайдені на території Франції. Систематика роду спірна і проблематична. Різні автори відносять цього птаха до туракових (Musophagidae), краксових (Cracidae), каріамових (Cariamidae) або ідіорнісових (Idiornithidae).